# Воробьёво (Одесская область)
Воробьёво (укр. Воробйове) — село, относится к Великомихайловскому району Одесской области Украины. Расположено на реке Средний Куяльник.
Население по переписи 2001 года составляло 275 человек. Почтовый индекс — 67133. Телефонный код — 4859. Занимает площадь 0,82 км². Код КОАТУУ — 5121686403.

## Местный совет
67133, Одесская обл., Великомихайловский р-н, с. Чапаево, ул. Центральная, 47